# Adam Hay, 7. Baronet

Wappen des Sir Adam Hay, 7. Baronet

Sir Adam Hay, 7. Baronet (* 14. Dezember 1795 in Edinburgh; † 18. Januar 1867 in Cannes) war ein britischer Adliger, Bankier und Politiker.

## Leben
Er entstammte einer Nebenlinie des Clan Hay und war der siebte Sohn des Sir John Hay, 5. Baronet (1755–1830), aus dessen Ehe mit Hon. Mary Elizabeth Forbes († 1803), Tochter des James Forbes, 16. Lord Forbes.
Er arbeitete beim Bankhaus Forbes, Hunter and Company in Edinburgh, bei dem sein Vater Partner war, wurde dort später selbst Partner und wurde 1838, als die Bank in die Glasgow Union Bank aufging dort Vorstandsmitglied.
Am 23. März 1823 heiratete er Henrietta Callender Grant (1802–1849), Tochter des William Grant, Gutsherr von Congalton in Haddingtonshire. Mit ihr hatte er vier Söhne und fünf Töchter. Eine seine Töchter, Dorothea Hay (um 1828–1923), heiratete 1851 Henry Scudamore-Stanhope, 9. Earl of Chesterfield.
Bei den britischen Parlamentswahlen 1826 wurde er als Abgeordneter der Torys für den Wahlkreis Lanark Burghs ins House of Commons gewählt. Bei den Neuwahlen anlässlich des Todes Georgs IV., 1830, trat er nicht mehr an und schied aus dem Parlament aus.
Beim kinderlosen Tod seines älteren Bruders Sir John Hay, 6. Baronet erbte er 1838 dessen schottischen Adelstitel als Baronet, of Smithfield in the County of Peebles, sowie dessen Ländereien in Peeblesshire, insbesondere die Güter Haystoun und Smithfield.
Von 1839 bis zu seinem Tod, 1867, hatte er das Amt des Vice-Lieutenant von Peeblesshire inne.
Da er seinen ältesten Sohn überlebte, erbte sein zweiter Sohn Robert Hay 1867 seine Titel und Ländereien.